# رائول تورس (بازیکن فوتبال، زاده ۱۹۸۴)
رائول تورس (انگلیسی: Raúl Torres؛ زادهٔ ۲۴ آوریل ۱۹۸۴) بازیکن فوتبال است.